# Anticoma murmanica
Anticoma murmanica is een rondwormensoort uit de familie van de Anticomidae. De wetenschappelijke naam van de soort is voor het eerst geldig gepubliceerd in 1927 door Filipjev.